# Lode Zielens
Lode Zielens est un écrivain flamand, né dans un quartier populaire d’Anvers le 13 juin 1901 et mort le 28 novembre 1944. Autodidacte, il est l’auteur, en dépit de sa mort prématurée, d’une liste appréciable de romans et récits réalistes, souvent à forte portée sociale. Il fut engagé à la fois dans le mouvement ouvrier et dans le mouvement d’émancipation flamande. Il reste avant tout l’auteur du roman Moeder, waarom leven wij?, généralement — et sans doute un peu schématiquement — qualifié de « naturaliste », qui fut adapté pour le petit écran en 1993, et qui trouve encore quelques lecteurs aujourd'hui.

## Biographie

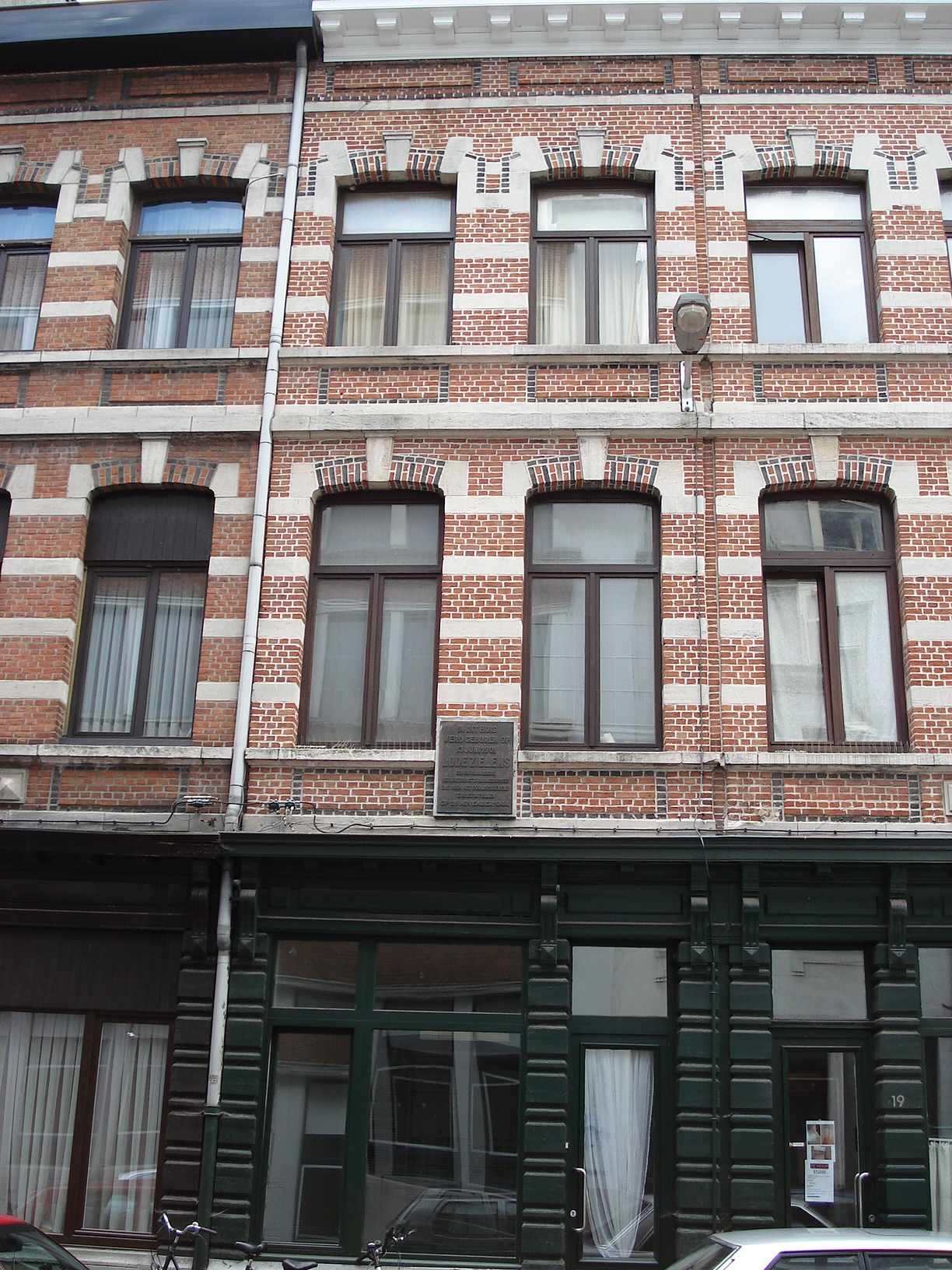
Maison natale de Zielens à Anvers.

Issu de la classe ouvrière anversoise, Lode Zielens naquit à Anvers en 1901 dans le quartier prolétaire de Saint-André (Sint-Andrieskwartier), qu’on surnommait la paroisse de misère (parochie van miserie), et où vécut aussi Henri Conscience. Son père Frans et son oncle Louis Zielens s’associaient pour composer des chansons populaires, où s’exprimait la typique gouaille populaire anversoise. Devenu marqueur au port d’Anvers à l’issue de ses études primaires, il fit la rencontre en 1920, au port, de Frans Verschoren, alors employé dans une maison de commerce. Grâce à ce dernier, la première nouvelle de Lode Zielens — « Schoolkolonie » — fut publiée dans « Elsevier’s Maandschrift », et l’auteur trouva aussi à s’employer dans un comptoir de bois. C’est également à cette époque qu’il se lia d'amitié avec l’écrivain réaliste Herman Robbers, de trente ans son aîné, rédacteur à Elsevier’s Maandschrift. Lors des concours littéraires pour débutants, organisés par le quotidien socialiste anversois Volksgazet, il réussit à être lauréat trois fois, ce qui lui valut un engagement en tant que rédacteur pour le compte dudit quotidien. Il gardera cet emploi jusqu’au début de la guerre, moment où la parution du Volksgazet fut suspendue. Il trouva alors une affectation temporaire comme employé municipal au Musée de la Littérature flamande à Anvers. Il reprit du service au journal après la libération d’Anvers en septembre 1944, pour peu de temps cependant : en octobre de la même année, il fut mortellement atteint par l’impact d’une bombe V1, en même temps que dix autres personnes.
Lycéen, Zielens s’engagea, comme tant d’autres écrivains flamands (Van Ostaijen, Burssens, etc.), dans l’activisme anversois pendant la première guerre mondiale. Les activistes entendaient mettre à profit la présence de l’occupant allemand, réceptif aux aspirations nationales flamandes, pour réaliser l’objectif de création d’un État flamand. L’exemple de Zielens tend cependant à prouver qu’il n’y a pas d’incompatibilité entre nationalisme flamand et engagement socialiste, de même qu’il convient de ne pas voir de lien automatique entre mouvement flamand et idéologie fasciste ; pour Zielens, émancipation flamande et émancipation du peuple relèvent du même combat.

## Œuvre
Lode Zielens fut, aux côtés de Gerard Walschap, Marnix Gijsen et Maurice Roelants, à l’origine d’un mouvement de rénovation de la littérature flamande à partir de 1930. Il s’agissait d’affranchir celle-ci de sa tenace veine régionaliste et de rompre avec sa flopée de romans de terroir. L’on s’oriente alors vers une littérature plus sociale, dans laquelle on ne reculerait à évoquer ni les questions éthiques, ni la problématique sexuelle, ni les iniquités économiques. Et de fait, Lode Zielens, faisant figure de naturaliste tardif, prétendant pouvoir « décrire l’homme objectivement », n’hésitera pas à évoquer dans ses œuvres tous problèmes auxquels l’être humain est susceptible de se trouver confronté, l'action de ses romans et récits se déroulant d’ailleurs généralement dans des milieux prolétaires ou petits-bourgeois. Ses ouvrages les plus connus sont « Het duistere Bloed », « Mensen zoals wij » et surtout « Moeder, waarom leven wij ? ». Son naturalisme est tempéré par une chaleureuse empathie avec les personnages et par des épisodes teintés de sentimentalité romantique. 
À notre connaissance, aucune de ses œuvres n’a, à ce jour, été traduite en français (une traduction allemande de « Moeder waarom leven wij ? » fut publiée à Zurich en 1947, sous le titre « Mutter, warum leben wir ? »).

### Moeder waarom leven wij? (1932):La passion de Jeannette
- Si vous ne connaissez pas le sujet, laissez ce bandeau (vous pouvez alors contacter les auteurs).
- Si vous supprimez le contenu mis en cause (vous pouvez préalablement contacter les auteurs),

argumentez précisément cette suppression dans la page de discussion
(un manque de référence n'est pas un argument ; une recherche réelle de référence doit avoir été effectuée, être formellement documentée).

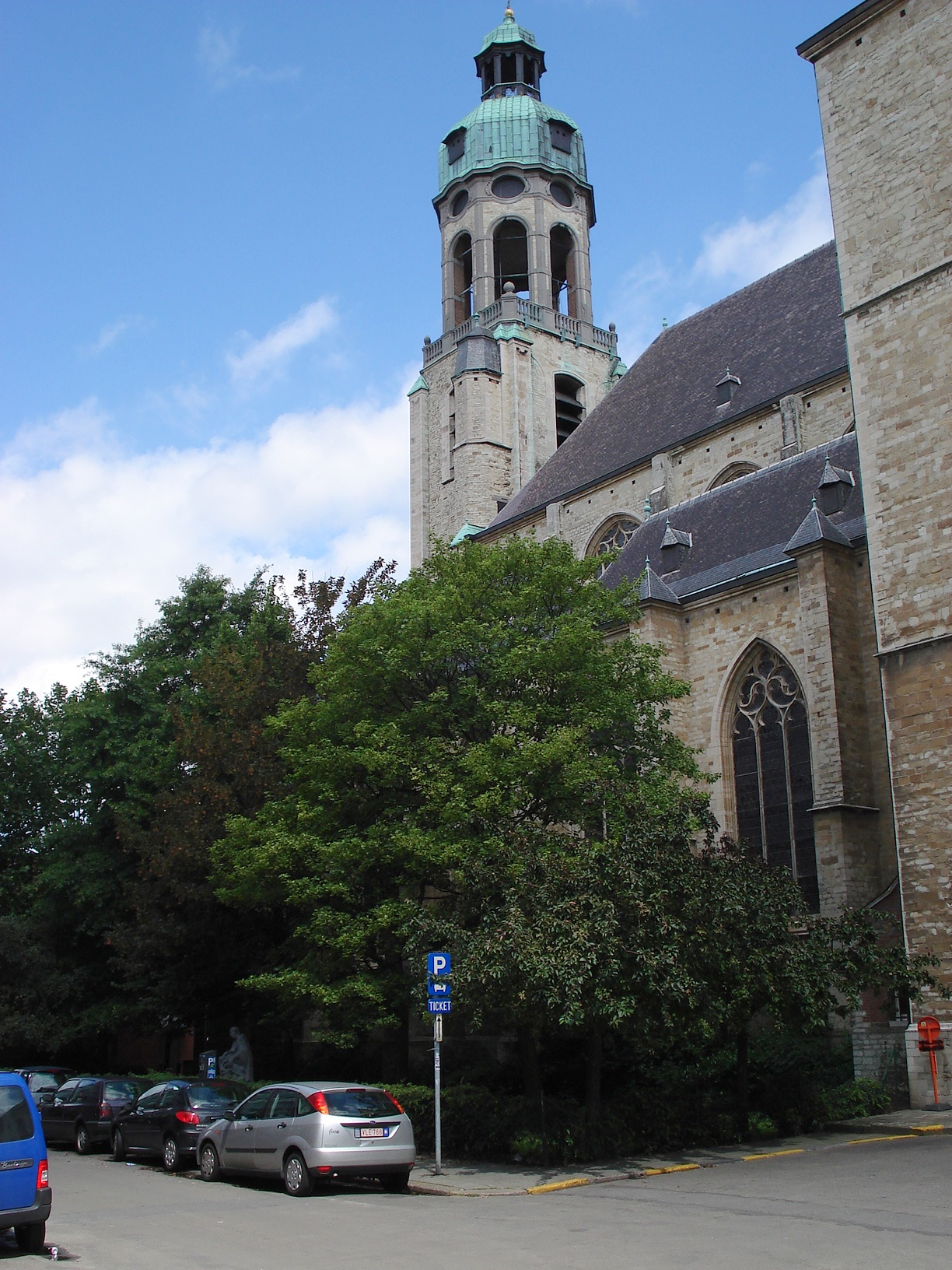
La statue de la sainte (à droite du parcmètre), près de l'église Saint-André, à Anvers.

La question contenue dans le titre — littéralement : Mère, pourquoi vivons-nous ? —, posée à plusieurs reprises tout au long du récit et sous diverses formes, par le personnage central, Jeannette, dite Netje, donne d’emblée le ton de ce roman naturaliste : il y a comme un parti pris de misérabilisme, en particulier dans la première partie, qui en fait un roman sombre et désespérant[Interprétation personnelle ?], même si à la fin de l’ouvrage la perspective se modifie. En effet, la réponse à cette question, qu’elle soit donnée par le narrateur ou par Netje elle-même, est presque invariablement : nous vivons pour souffrir[réf. nécessaire]. Netje grandit au sein d’une famille de prolétaires misérables dans un quartier populeux d’Anvers. Rien n’y manque : impécuniosité chronique, travail épuisant dans les ateliers dès l’enfance, chômage entraînant l’alcoolisme, violence domestique des hommes, sexualité sordide, quasi absence de cordialité ou de solidarité dans l’entourage, etc. Netje, à qui rien de tout cela n’est épargné, passive, résignée, broyée par les événements, dont les rêves d’enfant seront tôt annihilés par la réalité, n’aura aucune velléité de révolte. Au contraire, licenciée et sans revenus, elle se laisse aller au découragement, et la propagande socialiste naissante n’a pas prise sur elle ; battue comme plâtre puis abandonnée par son mari, elle tend l’autre joue. L’idée que les malheurs qui s’abattent sur elle sont indissociables de sa classe sociale porte à la résignation, au fatalisme, à l’humilité. Mais cette dernière, devenue absolue, alliée à une non revendicativité également absolue, et à une incapacité de rancœur ou de désir de vengeance, cette humilité à laquelle elle finira, l'âge venu, par s’identifier tout à fait (le narrateur ne dira-t-il pas au chapitre I du tome III : zij is de deemoed, « elle est humilité » ?), se transforme insensiblement en tactique de survie, en stratégie de dépassement de soi. Rendue imperméable à la méchanceté des hommes, elle réussit la transmutation de la souffrance en bonheur — uit het lijden moet immers het geluk geboren worden, nous[style à revoir] dira-t-elle au dernier chapitre, « c’est de la souffrance en effet que doit naître le bonheur ». Subissant peu à peu une transfiguration, que traduisent les traits de son visage, en particulier son doux sourire enchanteur, Netje atteint une forme de sainteté, par un processus de sanctification qui irrésistiblement fait songer à la Femme pauvre de Léon Bloy ; mais s’il y a référence au Dieu chrétien, Netje se passe de ses intermédiaires sur terre, se détournant de l'Église, de ses fastes et de ses rituels ; il n’y a pas trace non plus chez elle de mysticisme, ni de détachement et d’absence d’affections au sens des philosophies extrême-orientales, puisque la sainteté de Netje s’enracine dans la vie quotidienne et dans la sociabilité.

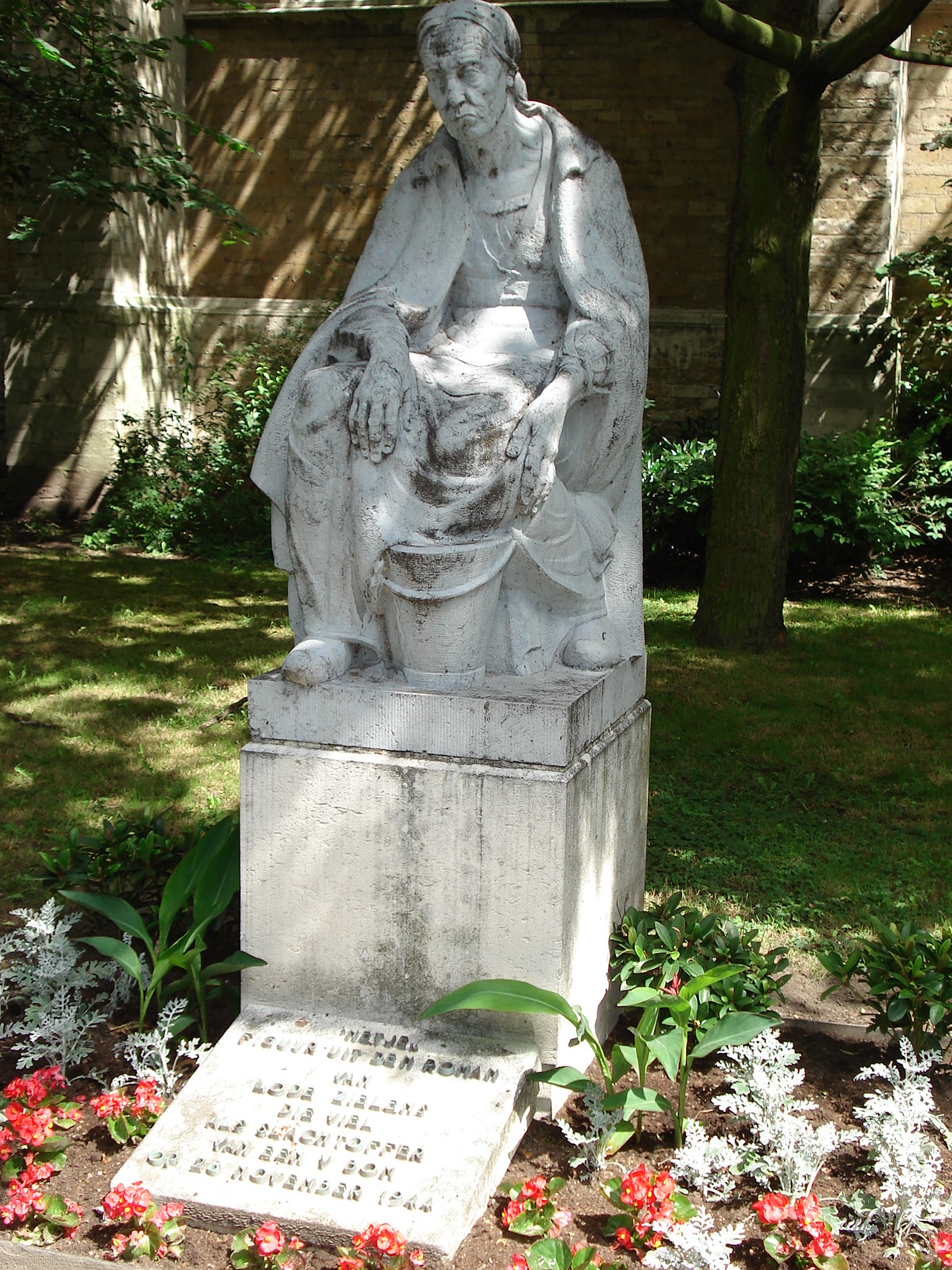
Statue de Netje, vue rapprochée.

Cependant, dans le dernier tiers de ce récit linéaire, Netje connaîtra une période de bonheur tranquille, aux côtés de son compagnon Karel, marin au long cours, qui a su déceler la véritable et essentielle beauté de Netje derrière son visage défiguré par les séquelles de la variole; mais cet épisode proprement romantique, dont le lecteur pressent bien qu’il était appelé à n’être qu’une parenthèse[Interprétation personnelle ?], tout bonheur devant en effet se payer (te lang was zij rijk, te lang was zij gelukkig, « elle n’avait été riche et heureuse que trop longtemps »), se terminera par la mort de Karel, lorsque sombrera le navire sur lequel il était embarqué, et que l’armateur, par appât du gain, s’était laissé tenter de surcharger. Cependant aussi, son fils Hendrik, acquis aux idées socialistes, devient un acteur déterminé du mouvement social, qui se manifeste par l’action et les revendications. Netje paradoxalement approuve son fils, persuadée que les générations futures auront une vie meilleure que la sienne, et s’en félicitant. Son humble sainteté n’est donc pas à ses yeux un modèle universel généralisable.
D’aucuns seront irrités par ce roman en raison de sa langue archaïque, ses maladresses de langue, son maniérisme, et aussi par son parti pris de misérabilisme, les clichés naturalistes, la compassion appuyée que l’auteur éprouve pour ses propres personnages, mais d’autres tomberont sous le charme de cette prose suave et délicate[Interprétation personnelle ?]. Le narrateur décrit les péripéties et les états d’âme des personnages avec empathie, sans distanciation. Ce roman connut six éditions du vivant de l’auteur, et continue d’avoir des lecteurs aujourd’hui[Quand ?] ; de surcroît, une série télévisée, très suivie[réf. nécessaire], en a été tirée en 1993 (série, nous assure-t-on[style à revoir], d’une bonne tenue). C’est principalement cet ouvrage qui préserve l’écrivain d’une chute dans l’oubli, sort détestable[non neutre] qui guette tant d’écrivains flamands de l’entre-deux-guerres[réf. nécessaire].

### Œuvres de Lode Zielens
- Schoolkolonie (1920)
- Het jonge leven (novellen, 1927)
- Robert, zonder Bertrand (1929)
- Het duistere bloed (1930)
- De roep (1931) (ce titre comprend : Antoinette onze moeder, De roep van het kind, Levensbericht)
- Moeder, waarom leven wij (1932)
- De gele roos (1933)
- Nu begint het leven (1935)
- De dag van morgen (1938)
- Op een namiddag in september (1940)
- Lees en vergeet (1941)
- Te laat voor muziek (1941)
- Opsomer (1942)
- Het heerke (1942)
- Herinneringen van toen (1942-1943) (ce titre comprend : Rijkdom der Jeugd - Maria - Ik ontmoet Grootvader - Antoinette - Muziek in de Nacht - De glazen Buskop - Lewie)
- Terug tot de Bron (1944)
- De volle Waarheid over het Concentratiekamp van Breendonk (1944)
- Alles wordt betaald (1945)
- Mensen als wij (1946)
- De Wereld gaat stralend open : een keuze uit novellen en schetsen (1959)
- Polka voor piston (?)

### Ouvrages et articles sur Lode Zielens
- (nl) Ludo Stynen, Lode Zielens, volksschrijver, Tielt, Lannoo, 2001, 455 p. (ISBN 90-209-4070-8)